# Mirthe Claes
Mirthe Claes (19 juni 2003) is een Belgische doelvrouw die speelt voor KRC Genk Ladies in de Super League.